# Otar Abuladze
Otar Abuladze (gruz. ოთარ აბულაძე, ur. 21 czerwca 2000) – gruziński zapaśnik walczący w stylu klasycznym. 
Brązowy medalista mistrzostw świata w 2024 roku. Trzeci na MŚ i ME kadetów w 2017 roku.